# Ib Boye Lauritsen
Ib Boye Lauritsen (født 27. januar 1964) er en dansk lokalpolitiker for Venstre og borgmester i Ikast-Brande Kommune efter kommunevalget i 2017.
Lauritsen har en lang karriere inden for lokalpolitik og har spillet en væsentlig rolle i kommunens udvikling. Før han blev borgmester, har han været aktiv i byrådet og deltaget i forskellige udvalg.

## Tidlig Liv og Uddannelse
Ib Boye Lauritsen blev født og opvokset i Ikast. Han har en baggrund inden for erhvervslivet, og hans uddannelse og tidlige karriere har fokuseret på økonomi og forretningsudvikling.

## Politisk Karriere
Lauritsen blev først valgt til byrådet i Ikast-Brande Kommune i 2005. Han har siden været medlem af forskellige udvalg, herunder økonomiudvalget og teknisk udvalg. I 2017 blev han valgt som borgmester.

## Personligt Liv
Ib Boye Lauritsen er gift og har to børn.